# Torsten Rohde (Politiker)
Torsten Rohde (* 13. September 1961 in Bremen) ist seit 1. November 2014 hauptamtlicher und parteiloser Bürgermeister der Stadt Osterholz-Scharmbeck in Niedersachsen. Er ist verheiratet und hat eine erwachsene Tochter.

## Ausbildung und Beruf
Torsten Rohde absolvierte nach seinem Abitur ein duales Studium mit dem Abschluss Diplom-Betriebswirt an der Fachhochschule der Deutschen Bundesbank.
1993 wechselte er von der Deutschen Bundesbank, Hauptverwaltung in Bremen, Niedersachsen und Sachsen-Anhalt, in die Bremische Landesverwaltung zunächst zum Senator für Finanzen, in der er unterschiedlichste Aufgaben in verschiedenen Führungsebenen wahrgenommen hat.

## Politische Karriere
Nach seiner Tätigkeit als Verwaltungsleiter des Amtes für Straßen und Verkehr in Bremen wechselte er 2008 auf die Leitungsstelle des Dezernates 1 im Rathaus der Stadt Osterholz-Scharmbeck. Bei der Kommunalwahl in 2014 trat er als Einzelbewerber – gestützt durch die CDU, Die Grünen, Bürgerfraktion und FDP – gegen den Kandidaten der SPD an. Im Mai 2014 wurde er im ersten Wahlgang mit 59,02 Prozent der Stimmen gewählt und ist seit dem 1. November 2014 hauptamtlicher und parteiloser Bürgermeister der Stadt Osterholz-Scharmbeck.  Am 12. September 2021 wurde er mit über 70 Prozent der Stimmen erneut zum Bürgermeister der Stadt gewählt und setzte sich dabei gegen den Kandidaten der Grünen und gegen die Kandidatin der CDU durch. Seine zweite Amtszeit endet am 31. Oktober 2026.

## Belege
1. ↑  Kurzlebenslauf Torsten Rohde. Abgerufen am 6. Oktober 2021.
2. ↑  "Ich möchte Verantwortung für das Ganze". Weser Kurier, 15. März 2014, abgerufen am 4. Februar 2021.
3. ↑  "Käse im Stück". Weser Kurier, 30. August 2019, abgerufen am 4. Februar 2021.
4. ↑  Torsten Rohde wird neuer Bürgermeister. Weser Kurier, 26. Mai 2014, abgerufen am 4. Februar 2021.
5. ↑  Michael Schön: Rohde vom eigenen Erfolg überrascht. In: Weser-Kurier. 13. September 2021, abgerufen am 6. Oktober 2021.

| Personendaten    | Personendaten       |
| ---------------- | ------------------- |
| NAME             | Rohde, Torsten      |
| KURZBESCHREIBUNG | deutscher Politiker |
| GEBURTSDATUM     | 13. September 1961  |
| GEBURTSORT       | Bremen              |